# Cage (Dir en greyの曲)
「Cage」（ケイジ）はDIR EN GREYのメジャー4枚目のシングル。

## 概説
- この曲でも『ミュージックステーション』に出演[1]。SMや虐待をテーマにした過激な歌詞ではあるものの、パフォーマンスは前回程過激ではなかったので、苦情は寄せられなかったという。
- 本作と次作「予感」、そして1stアルバム『GAUZE』のイーストウェストジャパンからの生産分は、CDの記録層が真っ赤なデザインとなっている。
- 前作までは4人の中に最初から完成した楽曲のイメージがあって、YOSHIKIと一緒に近づいていく様にレコーディングしていたが、本作ではアレンジのアイディア等根本的な部分からYOSHIKIと一緒に作っていく方針をとった[2]。

## 曲目
1. Cage
(詞:京 曲:薫 編曲:YOSHIKI&Dir en grey)
オルゴールの音色から一転してバンドサウンドに雪崩れ込んでいく楽曲。SMをモチーフにした過激な歌詞になっている。激しいサウンドであるもののストリングスも取り入れられ、ベース・ソロも登場してくる。
2024年に発表されたシングル「The Devil In Me」には、リアレンジバージョンが収録されている。
2. 「S」(Z-Z Mix)
『MISSA』収録曲「S」のリミックス。
リミックスは元Nine Inch Nails、元Marilyn Mansonのクリス・バンナが担当。